# Дежнёвские источники
Дежнёвские источники — термоминеральные источники на востоке Чукотского полуострова. Являются самыми северными источниками Азии.
Расположены в долине ручья Горячий у подножия северного склона сопки Нэпыгэллен близ села Уэлен. Относятся к территории Чукотского района Чукотского автономного округа России.
Источники представляют собой несколько самоизливающихся скважин в зоне разлома, где проходит сквозной талик. Выходы термальных вод маломощные, из них спорадически выделяется свободный газ. Температура вод колеблется от 36 °C до 69 °C. Являются высокоминерализованными источниками с содержанием солей до 20 г/л. По химическому составу во́ды хлоридные кальциево-натриевые
Дебит источников 5 л/с, вынос тепла 350 Ккал/с (1,4 МВт), базовая температура (глубинные температуры формирования гидротерм) 80—160 °C.
Химический состав вод (мг/л): рН 7,83; Na 5000, K 200, Ca 1683, Mg 2, Li 14,4.
Впервые источники были обследованы во время проведения геолого-съёмочных работ в 1956 году.
Согласно Генеральному плану села Уэлен предусмотрена возможность использования Дежнёвских терм для нужд отопления жилого фонда.